# Nesoromys ceramicus
Nesoromys ceramicus  (Thomas, 1920) è l'unica specie del genere Nesoromys (Thomas, 1922), endemica dell'Isola di Seram.

## Etimologia
Il termine generico deriva dalla combinazione delle parole greche νησο-, isola, -oρος, monte e del suffisso greco -mys, riferito alle forme simili ai topi, con evidente allusione al Monte Manusela, unica località dove questa specie è conosciuta. Il termine specifico deriva invece dal vecchio nome dell'isola di Seram.

## Descrizione

### Dimensioni
Roditore di piccole dimensioni, con lunghezza della testa e del corpo tra 118 e 135 mm, la lunghezza della coda tra 126 e 140 mm, la lunghezza del piede tra 28 e 30 mm, la lunghezza delle orecchie tra 17 e 18 mm e un peso fino a 66,5 g.

### Caratteristiche craniche e dentarie
Il cranio ha il rostro allungato, il palato è insolitamente prolungato posteriormente e la bolla timpanica è grande. I molari sono piccoli.
Sono caratterizzati dalla seguente formula dentaria:

### Aspetto
La pelliccia è lunga e soffice. Il colore del dorso è bruno-olivastro. Le parti ventrali sono leggermente più chiare, con le punte dei peli grigiastre. Le orecchie sono corte e nerastre. Le zampe sono color marrone scuro, i piedi non sono marcatamente allungati come nei generi simili. La coda è lunga quanto il corpo e la testa, praticamente priva di peli e uniformemente marrone scuro.

## Distribuzione e habitat
Questa specie è endemica dell'Isola di Seram. È stata registrata soltanto in due località sul Monte Manusela.
Vive nelle foreste primarie tropicali umide tra i 1.500 e i 1.800 metri di altitudine.

## Conservazione
La IUCN Red List, considerato l'areale ristretto e minacciato dalla deforestazione, classifica N.ceramicus come specie in pericolo (EN).